# Liste der Bodendenkmale in Haldensleben
In der Liste der Bodendenkmale in Haldensleben sind alle Bodendenkmale der Stadt Haldensleben und ihrer Ortsteile aufgelistet. Grundlage ist die Veröffentlichung der Landesdenkmalliste mit Stand vom 25. Februar 2016.  Die Baudenkmale sind in der Liste der Kulturdenkmale in Haldensleben aufgeführt.

Der Link (Karte oder Lage) führt zu verschiedenen Kartendiensten mit der Position des Kulturdenkmals. Fehlt dieser Link, wurden die Koordinaten noch nicht eingetragen. Sind diese bekannt, können sie über ein Tool mit einer Kartenansicht einfach nachgetragen werden. In dieser Kartenansicht sind Kulturdenkmale ohne Koordinaten mit einem roten bzw. orangen Marker dargestellt und können durch Verschieben auf die richtige Position in der Karte mit Koordinaten versehen werden. Kulturdenkmale ohne Bild sind an einem blauen bzw. roten Marker erkennbar.

| Denkmal-ID | Fundart                | Ortsteil        | Bezeichnung                                  | Zeitstellung | Lage                                                   | Bemerkungen | Bild                     |
| ---------- | ---------------------- | --------------- | -------------------------------------------- | ------------ | ------------------------------------------------------ | --- | ------------------------ |
| 428312068  | Befestigung > Burg     | Althaldensleben | Burg Althaldensleben, überbauter Burghügel   | Mittelalter  | am Kloster im Ort (Lage)                               | Burgwallanlage auf Bergrücken zum Beber- und Ohretal. | Burggraben               |
| 428312168  | Befestigung            | Haldensleben    | Wartturm – Fuchsbergwarte                    | undatiert    | ()                                                     | |                          |
| 428312072  | Grabmal > Grabhügel    | Haldensleben    | Grabhügel                                    | undatiert    | südlich der Fuchsbergwarte (Lage)                      | nicht vorhanden |                          |
| 428312073  | Grabmal > Grabhügel    | Haldensleben    | Hügelgräbergruppe, ca. 14 Grabhügel          | undatiert    | nördlich vom Ort (Lage)                                | |                          |
| 428312071  | Grabmal > Grabhügel    | Haldensleben    | Hügelgräbergruppe, Landgraben                | undatiert    | westlich am Fuchsberg ()                               | Es gibt im Waldabschnitt zwei Stellen mit Gräben geringer Tiefe (ca. 0,5 m), welche mehr oder weniger geschwungen wirken. |                          |
| 428312070  | Befestigung > Burg     | Haldensleben I  | abgetragene Niederungsburg, „Schanze“        | undatiert    | östlich der Ohre (Lage)                                | |                          |
| 428312063  | Grabmal > Megalithgrab | Haldensleben I  | Megalithgrab (1 von 4)                       | Neolithikum  | im Forst, südwestlich (Lage)                           | Zum Teil sehr stark zerstört. Im Umkreis von ca. 10 m liegt eine Handvoll großer Steine ohne erkennbare Struktur. |                          |
| 428312064  | Grabmal > Megalithgrab | Haldensleben I  | Megalithgrab,                                | Neolithikum  | im Forst, südwestlich ()                               | zum Teil sehr stark zerstört |                          |
| 428312065  | Grabmal > Megalithgrab | Haldensleben I  | Megalithgrab,                                | Neolithikum  | im Forst, südwestlich ()                               | sehr stark zerstört |                          |
| 428312066  | Grabmal > Megalithgrab | Haldensleben I  | Megalithgrab,                                | Neolithikum  | im Forst, südwestlich ()                               | sehr stark zerstört |                          |
| 428312067  | Grabmal > Grabhügel    | Haldensleben I  | zwei Hügelgräber?                            | undatiert    | westlich ()                                            | |                          |
| 428310050  | Befestigung > Burg     | Haldensleben II | Burganlage                                   | Mittelalter  | (Lage)                                                 | |                          |
| 428312069  | Befestigung > Burg     | Haldensleben II | abgetragene Burganlage, „Templerburg“        | Mittelalter  | westlich (Lage)                                        | „Wichmannsburg“ | Wichmannsburg im Winter  |
| 428310047  | Grabmal > Megalithgrab | Haldensleben II | Megalithgrab „Teufelsküche“                  | Neolithikum  | dicht westl. an der B 245 (Lage)                       | |                          |
| 428312121  | Grabmal > Megalithgrab | Haldensleben II | Megalithgrab                                 | Neolithikum  | im Forst, westlich ()                                  | „Langgrab“ etwa 9 × 3 m. Besteht im Wesentlichen aus 6 sehr großen Steinen. Flankiert von weiteren größeren Steinen. Insgesamt sind 12 Steine zu sehen. |                          |
| 428312116  | Grabmal > Megalithgrab | Haldensleben II | Megalithgrab                                 | Neolithikum  | im Forst, westlich ()                                  | Stark zerklüfteter großer Hügel, wurde möglicherweise als militärisches Übungsgebiet genutzt. Vereinzelt Steine. Sehr stark zerstört. |                          |
| 428312117  | Grabmal > Megalithgrab | Haldensleben II | Megalithgrab                                 | Neolithikum  | im Forst, westlich ()                                  | Die Steinkammer ist 5 × 3 m groß und geleert. An einem Außenstein befindet sich die Nr.:23 |                          |
| 428312118  | Grabmal > Megalithgrab | Haldensleben II | Megalithgrab                                 | Neolithikum  | im Forst, westlich ()                                  | Steinkammergrab ca. 20 × 6 m |                          |
| 428312119  | Grabmal > Megalithgrab | Haldensleben II | Megalithgrab                                 | Neolithikum  | im Forst, westlich ()                                  | Megalithgrab ca. 6 × 4 m auf Hügel mit Dm.: ca. 11 m, H:ca. 1 m, gekesselt. |                          |
| 428312120  | Grabmal > Megalithgrab | Haldensleben II | Megalithgrab                                 | Neolithikum  | im Forst, westlich ()                                  | Grab mit einem Ausmaß von ca. 25 × 12 m. Befindet sich auf einem Hügel mit noch vorhandener Höhe von ca. 1,6 m. Grab ist vom Waldweg aus gut sichtbar. |                          |
| 428312129  | Grabmal > Megalithgrab | Haldensleben II | Megalithgrab                                 | Neolithikum  | im Ort ()                                              | zerstört |                          |
| 428312135  | Grabmal > Megalithgrab | Haldensleben II | Megalithgrab                                 | Neolithikum  | ()                                                     | zerstört |                          |
| 428312134  | Grabmal > Megalithgrab | Haldensleben II | Megalithgrab                                 | Neolithikum  | ()                                                     | Starker Zerstörungszustand. Innerhalb des Vorburggeländes der Templerburg befindet sich in einem Bereich eine erhöhte Stelle mit verstreuten Steinen auf etwa 15 m Länge. Einige der Steine liegen direkt nebeneinander.                                       |                          |
| 428312132  | Grabmal > Megalithgrab | Haldensleben II | Megalithgrab                                 | Neolithikum  | Waldrand, nahe Acker ()                                | leichte Hügelsituation, sieben sichtbare Steine |                          |
| 428312122  | Grabmal > Megalithgrab | Haldensleben II | Megalithgrab                                 | Neolithikum  | im Forst, westlich ()                                  | Hügelsituation, Steinkammer etwa 7 × 4 m, mit Steinring, auf dem zentralen Stein befindet sich eine moderne Markierung |                          |
| 428312130  | Grabmal > Megalithgrab | Haldensleben II | Megalithgrab                                 | Neolithikum  | Waldrand, Ackernähe ()                                 | Am Waldrand befindet sich neben einem Hochstand ein Hügel mit etwa 25 m Durchmesser, innerhalb des Hügels gibt es einen großen Kessel, mit etwa 6 m Durchmesser, in einem Bereich von etwa 7 m × 2 m liegen einige kleinere und ein großer Stein,              |                          |
| 428312115  | Grabmal > Megalithgrab | Haldensleben II | Megalithgrab                                 | Neolithikum  | im Forst, westlich ()                                  | zerstörtes Langgrab, stark bemoost |                          |
| 428312128  | Grabmal > Megalithgrab | Haldensleben II | Megalithgrab                                 | Neolithikum  | im Forst, westlich ()                                  | zerstört |                          |
| 428312127  | Grabmal > Megalithgrab | Haldensleben II | Megalithgrab                                 | Neolithikum  | im Forst, westlich ()                                  | Auf einem Höhenzug befinden sich zwei Stellen mit Steinen, an Stelle 1 (Hügel) befinden sich zwei relativ „zeitnahe“ Negative von Steinstandpunkten, etwa 25 m entfernt befinden sich weitere Steine.                                                          |                          |
| 428312126  | Grabmal > Megalithgrab | Haldensleben II | Megalithgrab                                 | Neolithikum  | im Forst, westlich ()                                  | deutlich sichtbare Hügelsituation, Steinkammergrab besitzt eine Ausdehnung von ca. 20 × 6 m. |                          |
| 428312125  | Grabmal > Megalithgrab | Haldensleben II | Megalithgrab                                 | Neolithikum  | im Forst, westlich ()                                  | Grab besteht noch aus zehn sichtbaren Steinen. Durchmesser des Hügels ca. 9 m und ca. 0,6 m hoch. Zentraler und vorgelagerter Kessel. |                          |
| 428312124  | Grabmal > Megalithgrab | Haldensleben II | Megalithgrab                                 | Neolithikum  | im Forst, westlich ()                                  | Langkammergrab ca. 14 × 6 m, Hügel Dm.: ca. 20 m, H: ca. 0,8 m, es sind zwei Kessel zu sehen. |                          |
| 428312123  | Grabmal > Megalithgrab | Haldensleben II | Megalithgrab                                 | Neolithikum  | im Forst, westlich ()                                  | gekesseltes Megalithgrab ca. 9 × 5 m, auf Hügel Dm.: ca. 16 m, H: ca. 0,8–1,0 m. Innerer und äußerer Steinring. |                          |
| 428312133  | Grabmal > Megalithgrab | Haldensleben II | Megalithgrab                                 | Neolithikum  | ()                                                     | zerstört, noch 2 Steine, eventuell Abbaukante, |                          |
| 428312094  | Grabmal > Megalithgrab | Haldensleben II | Megalithgrab                                 | undatiert    | im Forst, westlich ()                                  | |                          |
| 428312095  | Grabmal > Megalithgrab | Haldensleben II | Megalithgrab                                 | undatiert    | im Forst, westlich ()                                  | Dieses Grab ist ziemlich zerstört. Die verstreut, zum Teil noch im Boden steckenden Steine lassen auch keine Struktur mehr erkennen. Mindestens sechs große Steine, jedoch ohne erkennbare Struktur.                                                           |                          |
| 428312113  | Grabmal > Megalithgrab | Haldensleben II | Megalithgrab                                 | Neolithikum  | im Forst, westlich ()                                  | |                          |
| 428312112  | Grabmal > Megalithgrab | Haldensleben II | Megalithgrab                                 | Neolithikum  | im Forst, westlich ()                                  | |                          |
| 428312111  | Grabmal > Megalithgrab | Haldensleben II | Megalithgrab                                 | Neolithikum  | im Forst, westlich ()                                  | |                          |
| 428312136  | Grabmal > Megalithgrab | Haldensleben II | Megalithgrab                                 | undatiert    | im Forst, westlich ()                                  | Von diesem Grab ist lediglich ein Stein übriggeblieben. Pyramidenartig geformter Stein (Größe ca. 1,5 × 1,2 m). |                          |
| 428312114  | Grabmal > Megalithgrab | Haldensleben II | Megalithgrab                                 | Neolithikum  | im Forst, westlich ()                                  | Das Grab liegt etwa 50 m nördlich des Weges, auf einem noch erkennbaren, stark zerklüfteter Hügel. Dm.: ca. 50 m. Es scheint, als sei kein Stein mehr in Originallage, zahlreiche Kessel (Militär?). Ca. 40 große Steine teilweise kammerartig aufgestellt.    |                          |
| 428312131  | Grabmal > Megalithgrab | Haldensleben II | Megalithgrab                                 | Neolithikum  | ()                                                     | Abbaugebiet, (mittelalterlich?), ein einzelner Stein auf Anhöhe. |                          |
| 428310048  | Wüstung                | Hundisburg      | Wüstung Nordhusen mit Kirchruine             | undatiert    | westlich (Lage)                                        | Der Zustand der Kirchruine ist gut. |                          |
| 428312077  | Befestigung > Burg     | Hundisburg      | überbaute Höhenburg                          | undatiert    | Schloss an der Beber, dicht nördlich des Dorfes (Lage) | gepflegte Schlossanlage, im nördlichen Bereich auch Wall-Graben erkennbar, Schlosspark |                          |
| 428312093  | besonderer Stein       | Hundisburg      | Näpfchenstein (Hundisburg)                   | undatiert    | Ortschaft, Bushaltestelle (Lage)                       | Neben dem „Näpfchenstein“ befindet sich etwa 25 m entfernt ein Steinkreuz. |                          |
| 428312087  | Grabmal > Megalithgrab | Hundisburg      | Megalithgrab „Küsterberg“                    | Neolithikum  | Insel auf Acker (mit Kiefern) (Lage)                   | Bei diesem Grab handelt es sich um ein Gangrab. Die Kammer misst 11 × 2 Meter und ist exakt Ost-West orientiert. Das schlecht erhaltene Hünenbett mit einer Größe von ca. 19 × 5 Metern ist ebenfalls Ost-West orientiert. Zerstört, jedoch mit Restaurierung. |                          |
| 428310049  | Grabmal > Grabhügel    | Hundisburg      | 13 Hügelgräber „Galgenberg“                  | undatiert    | nordwestlich (Lage)                                    | Ein Hügel wurde rekonstruiert. | Hügelgrab Hundisburg.jpg |
| 428312106  | Grabmal > Megalithgrab | Hundisburg      | Megalithgrab                                 | undatiert    | Wiese ()                                               | kein Oberbodendenkmal vorhanden |                          |
| 428312091  | Grabmal > Megalithgrab | Hundisburg      | Megalithgrab                                 | Neolithikum  | ()                                                     | Hügel,Dm.: ca. 16 m, auf Höhenzug, zentraler und dezentraler „Kessel“. Mittig sind 5 Steine (0,8–1 m) zu sehen. Am Hügelrand sind 2 weitere Steine. Alle Steine wirken bewegt.                                                                                 |                          |
| 428312085  | Grabmal > Megalithgrab | Hundisburg      | Megalithgrab                                 | Neolithikum  | ()                                                     | Hügelsituation, schmales Langgrab 6 × 2 m, weitere Steine befinden sich auf dem Hügel und im Randbereich |                          |
| 428312086  | Grabmal > Megalithgrab | Hundisburg      | Megalithgrab                                 | Neolithikum  | ()                                                     | Hügelsituation, Dm.: ca. 10 m, H.:ca. 0,8 m. Denkmal aus 6 sichtbaren Steinen. |                          |
| 428312108  | Grabmal > Megalithgrab | Hundisburg      | Megalithgrab                                 | undatiert    | ()                                                     | auf ca. 100 m sind beiderseits des Weges unzählige, große Steine drapiert, diese bilden 2 Reihen. Keine Denkmalstruktur. |                          |
| 428312109  | Grabmal > Megalithgrab | Hundisburg      | Megalithgrab                                 | undatiert    | ()                                                     | kein Oberbodendenkmal, große Fläche im Umfeld durch Forstpflug beeinträchtigt |                          |
| 428312101  | Grabmal > Megalithgrab | Hundisburg      | Megalithgrab                                 | undatiert    | ()                                                     | kein Oberbodendenkmal |                          |
| 428312088  | Grabmal > Megalithgrab | Hundisburg      | Megalithgrab                                 | Neolithikum  | ()                                                     | zerstört, Nutzung auch als Viehweide |                          |
| 428312100  | Grabmal > Megalithgrab | Hundisburg      | Megalithgrab                                 | undatiert    | ()                                                     | |                          |
| 428312104  | Grabmal > Megalithgrab | Hundisburg      | Megalithgrab                                 | undatiert    | ()                                                     | kein Oberbodendenkmal vorhanden |                          |
| 428312092  | Grabmal > Megalithgrab | Hundisburg      | Megalithgrab                                 | Neolithikum  | ()                                                     | |                          |
| 428312105  | Grabmal > Megalithgrab | Hundisburg      | Megalithgrab                                 | undatiert    | ()                                                     | kein Oberbodendenkmal vorhanden |                          |
| 428312089  | Grabmal > Megalithgrab | Hundisburg      | Megalithgrab                                 | Neolithikum  | ()                                                     | Hügel, Dm.: ca. 15m, H.:ca. 1,0–1,2 m. Seitlicher Grabungsschacht (alt), zentraler Grabungsschacht. Grab ca. 5 × 3 m (annähernd rechteckig) |                          |
| 428312090  | Grabmal > Megalithgrab | Hundisburg      | Megalithgrab                                 | Neolithikum  | ()                                                     | Hügel, Durchmesser ca. 13 m, H.: ca. 0,8–1,0 m, Kammer etwa 4 × 3m, besteht hauptsächlich nur noch aus fünf Steinen. |                          |
| 428312103  | Grabmal > Megalithgrab | Hundisburg      | Megalithgrab                                 | undatiert    | ()                                                     | Auf ca. 100 m sind beiderseits des Weges unzählige, große Steine drapiert, diese bilden zwei Reihen. Keine Denkmalstruktur. |                          |
| 428312102  | Grabmal > Megalithgrab | Hundisburg      | Megalithgrab                                 | undatiert    | ()                                                     | |                          |
| 428312110  | Grabmal > Megalithgrab | Hundisburg      | Megalithgrab                                 | undatiert    | ()                                                     | kein Denkmal vorhanden |                          |
| 428312107  | Grabmal > Megalithgrab | Hundisburg      | Megalithgrab                                 | undatiert    | ()                                                     | eine ca. 100 m lange Steinreihe entlang des Weges, kein Oberbodendenkmal |                          |
| 428312081  | Grabmal > Megalithgrab | Süplingen       | Megalithgrab                                 | Neolithikum  | im Forst ()                                            | sieben beieinander liegende, sichtbare Steine |                          |
| 428312080  | Grabmal > Megalithgrab | Süplingen       | Megalithgrab                                 | Neolithikum  | im Forst ()                                            | sehr stark zerstört, Es liegen lediglich zwei größere Steine beieinander, ein weiterer, kleinerer im nahen Umfeld. |                          |
| 428312079  | Grabmal > Megalithgrab | Süplingen       | Megalithgrab                                 | Neolithikum  | im Forst ()                                            | Steinkammergrab auf Anhöhe mit einer Ausdehnung von ca. 20 × 7 m, zahlreiche Steine, einige auch noch im näheren Umfeld |                          |
| 428312082  | Wüstung                | Uthmöden        | Wüstung Lindern mit Burgstelle „Lindernburg“ | Mittelalter  | östlich (Lage)                                         | |                          |